# ویلدنهاین
ویلدنهاین (به آلمانی: Wildenhain) یک منطقهٔ مسکونی در آلمان است که در گرشنهاین واقع شده‌است. ویلدنهاین ۱٬۷۲۳ نفر جمعیت دارد.